# Kevin Hart
Kevin Darnell Hart (Filadelfia, Pensilvania; 6 de julio de 1979) es un actor y comediante estadounidense.
Nacido y criado en Filadelfia, Hart comenzó su carrera ganando varios concursos de comedia amateur en clubes de Nueva Inglaterra, que culminó en su primer descanso real en 2001, cuando fue elegido por Judd Apatow para un papel recurrente en la serie de televisión Undeclared. La serie duró solo una temporada, pero pronto obtuvo otros papeles en películas como Paper Soldiers (2002), Scary Movie 3 (2003), Soul Plane (2004), In the Mix (2005) y Little Fockers (2010).
La reputación cómica de Hart continuó creciendo con el lanzamiento de su primer álbum de pie I'm a Grown Little Man (2008), y actuaciones en las películas Think Like a Man (2012), Grudge Match (2013), Ride Along (2014) y su secuela Ride Along 2 (2016), About Last Night (2014), Get Hard (2015), Central Intelligence (2016), The Secret Life of Pets (2016), Captain Underpants: The First Epic Movie (2017), Jumanji: Welcome to the Jungle (2017), Night School (2018) y Fatherhood (2021).
También lanzó cuatro álbumes de comedia más, Seriously Funny en 2010, Laugh at My Pain en 2011, Let Me Explain en 2013 y What Now? en 2016. En 2015, la revista Time nombró a Hart una de las 100 personas más influyentes del mundo en su lista anual. Actuó como él mismo en el papel principal de Real Husbands of Hollywood.

## Primeros años
Kevin Darnell Hart nació en Filadelfia, Pensilvania. Es graduado de George Washington High School, y asistió a la Universidad Temple durante dos años.  Después de graduarse de la George Washington High School, Hart asistió brevemente al Community College of Philadelphia y se mudó a la ciudad de Nueva York. Luego se mudó a Brockton, Massachusetts, y encontró trabajo como vendedor de zapatos.  Comenzó a seguir una carrera en la comedia de stand up después de actuar en una noche de aficionados en un club de Filadelfia.

## Carrera

### Stand Up
El primer stand up de Hart fue en The Laff House en Filadelfia bajo el nombre de Lil Kev, que no salió bien. Su carrera sufrió un comienzo lento, ya que lo abuchearon varias veces, incluso una vez que le arrojaron un trozo de pollo. Después de esos shows iniciales que no tuvieron éxito, Hart comenzó a participar en concursos de comedia en todo Massachusetts y las recepciones de audiencia de sus actuaciones finalmente mejoraron.
A Hart le tomó tiempo desarrollar un estilo cómico único. Después de un período temprano de intentar imitar a comediantes como Chris Tucker, encontró su propio ritmo al profundizar en sus inseguridades y experiencias de vida. "Por lo que hago, tiene que ser un libro abierto", dijo. "Pero en este momento este es un libro que se está escribiendo".
Las giras de comedia de Hart comenzaron en 2009 con su acto titulado I'm a Grown Little Man, seguido de Seriously Funny en 2010, Laugh at My Pain en 2011 y Let Me Explain en 2013.
El 9 de abril de 2015, Hart se embarcó en una gira mundial de comedia titulada What Now? Recorrido en el AT&T Center en San Antonio, que concluyó el 7 de agosto de 2016, en el Columbus Civic Center en Columbus, Georgia. El 16 de julio de 2015, Universal Pictures anunció que Kevin Hart: What Now ?, una comedia de stand-up con una actuación de What Now de Kevin Hart. La gira se estrenará en los Estados Unidos el 14 de octubre de 2016. El programa fue filmado en vivo el 30 de agosto de 2015, frente a 53,000 personas, en el Lincoln Financial Field.

### Televisión y cine
Logrando éxito en su región local, renunció a su trabajo como vendedor de zapatos y se embarcó en una carrera en comedia. Sus actuaciones lo llevaron a estar en películas, como The 40-Year-Old Virgin, Soul Plane, Paper Soldier, Scary Movie 3, Along Came Polly, Scary Movie 4, Death at a Funeral, Little Fockers, Not Easily Broken, y One Day in Jersey.
En 2008, Hart apareció en el vídeo de Three 6 Mafia para "Lolli Lolli (Pop That Body)" y en 2009, Hart apareció en una serie de comerciales de eBay. También en 2009, interpretó a un hechicero, "Zezelryck," en una serie de televisión, Kröd Mändoon and the Flaming Sword of Fire.
Ha hecho varias actuaciones en vivo de comedia en especiales de televisión para Comedy Central, incluyendo I'm a Grown Little Man y Seriously Funny. En 2010, Hart apareció en los comerciales de Air Jordan con Dwyane Wade. Hart es idolatrado por su compañero Mike Benner.
El 6 de septiembre de 2012 fue el anfitrión de los premios MTV Video Music Awards 2012, cuya ceremonia se realizó en el Staples Center de Los Ángeles, California.

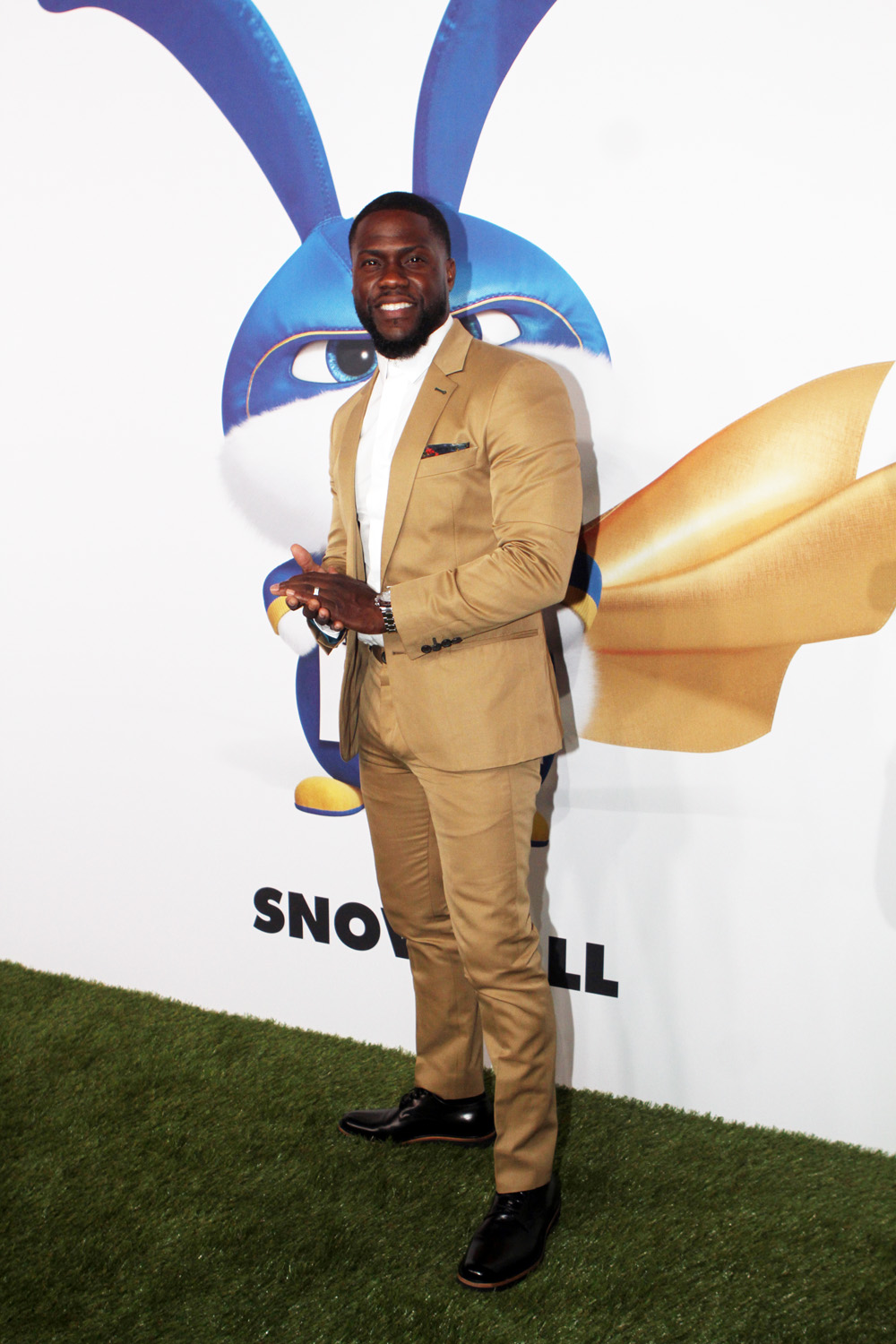
Hart durante la premiere de The Secret Life of Pets 2, en 2019.

En 2019, Hart aparece en The Upside, su primer papel principal en un drama, fue estrenada en cines. También protagonizó Bryan Cranston y Nicole Kidman.  Hart también repitió su papel de Snowball en la secuela The Secret Life of Pets 2.

### Música
Protagoniza el videoclip de la canción "Kevin's Heart", lanzado el 24 de abril de 2018, perteneciente al disco "KOD" de J. Cole, y hace un pequeño cameo dando voz a Kanye West en el videoclip de "Earth" del rapero Lil Dicky.

## Vida personal
Hart se casó con Torrei Hart en 2003. En marzo de 2005 nació su hija Heaven Leigh Hart. Como se reveló en The 40-Year-Old Virgin, él comentó medio en broma que no quiere que se convierta "en una bailarina de striptease." El 18 de febrero de 2008, nació su segundo hijo, Hendrix Hart. En 2010, Hart se separó legalmente de su esposa, quien también hace giras de stand-up con él. El divorcio se finalizó en noviembre de 2011.
En agosto de 2014, Hart le propuso matrimonio a Eniko Parrish. Se casaron el 13 de agosto de 2016, cerca de Santa Bárbara (California).
El primer hijo de la pareja y el tercero de Hart, Kenzo Kash, nació el 21 de noviembre de 2017. En diciembre de 2017, Hart admitió públicamente haberle sido infiel a su esposa mientras ella estaba embarazada. Su cuarto hijo, una niña llamada Kaori Mai, nació en septiembre de 2020.

## Filmografía
| Película | Película                                   | Película                                                       |
| Año      | Película                                   | Papel                                                          |
| -------- | ------------------------------------------ | -------------------------------------------------------------- |
| 2001     | Undeclared                                 | Estudiante religioso                                           |
| 2003     | Scary Movie 3                              | CJ                                                             |
| 2003     | Death of a Dynasty                         | P-Diddy / Policía 1 / Entrenador de Baile / Rapero / H. Lector |
| 2004     | Along Came Polly                           | Vic                                                            |
| 2004     | Soul Plane                                 | Nashawn                                                        |
| 2005     | The 40 Year Old Virgin                     |                                                                |
| 2006     | Scary Movie 4                              | CJ                                                             |
| 2006     | The Last Stand                             | F Stop / G Spot                                                |
| 2007     | Epic Movie                                 | Silas                                                          |
| 2008     | Fool's Gold                                | Bigg Bunny                                                     |
| 2008     | Superhero Movie                            | Trey                                                           |
| 2008     | Extreme Movie                              | Barry                                                          |
| 2008     | Meet Dave                                  | Número 17                                                      |
| 2008     | Drillbit Taylor                            | Vendedor de casa de empeño                                     |
| 2009     | Party Down                                 | Dro Grizzle                                                    |
| 2009     | Not Easily Broken                          | Tree                                                           |
| 2009     | Kröd Mändoon and the Flaming Sword of Fire | Zezelryck                                                      |
| 2010     | Death at a Funeral                         | Brian                                                          |
| 2010     | Something Like a Business                  | JoJo                                                           |
| 2010     | Little Fockers                             | Nurse Louis                                                    |
| 2011     | 35 and Ticking                             | Cleavon                                                        |
| 2011     | Let Go                                     | Kris Styles                                                    |
| 2011     | The Precious One                           | TBA                                                            |
| 2012     | Think Like a Man                           | Cedric                                                         |
| 2013     | This is The End                            | Kevin Hart                                                     |
| 2014     | Ride Along                                 | Ben                                                            |
| 2014     | About Last Night                           | Bernie                                                         |
| 2014     | Think Like a Man Too                       | Cedric                                                         |
| 2014     | Top Five                                   | Charles                                                        |
| 2015     | The Wedding Ringer                         | Jimmy                                                          |
| 2015     | Get Hard                                   | Darnell Lewis                                                  |
| 2016     | Ride Along 2                               | Ben Barber                                                     |
| 2016     | Un espía y medio                           | Calvin Joyner                                                  |
| 2016     | The Secret Life of Pets                    | Snowball (voz)                                                 |
| 2017     | Captain Underpants                         | George Beard (voz)                                             |
| 2017     | Jumanji: Welcome to the Jungle             | Franklin "Mouse" Finbar                                        |
| 2017     | The Upside                                 | Dell                                                           |
| 2018     | Night School                               | Teddy Walker                                                   |
| 2019     | The Secret Life of Pets 2                  | Snowball (voz)                                                 |
| 2019     | Fast & Furious Presents: Hobbs & Shaw      | Dinkler (cameo)                                                |
| 2019     | Jumanji: The Next Level                    | Franklin "Mouse" Finbar                                        |
| 2021     | Ser Padre                                  |                                                                |
| 2022     | Minions: The Rise of Gru                   | Snowball (Voz)                                                 |
| 2022     | Me Time                                    | Jonny                                                          |
| 2024     | Lift: un robo de primera clase             | Cyrus                                                          |